# 卡尔穆-杜卡茹鲁
卡尔穆-杜卡茹鲁（葡萄牙語：Carmo do Cajuru）是巴西米纳斯吉拉斯州的一个市镇。总面积455.005平方公里，总人口18943人，人口密度41.6人/平方公里。